# Picoides fumigatus
Picoides fumigatus là một loài chim trong họ Picidae.